# Cavalo (Automobilhersteller)
Cavalo ist ein brasilianischer Hersteller von Automobilen.

## Unternehmensgeschichte
Das Unternehmen wurde etwa 1999 in São Paulo gegründet. 2004 begann die Produktion von Automobilen. Der Markenname lautet Cavalo. Americar Veículos Especiais vertreibt die Fahrzeuge.

## Fahrzeuge
Im Angebot stehen Hot Rods. Sie ähneln einem Modell von Willys-Overland aus den 1940er Jahren. Erhältlich sind Coupé und Pick-up. Ein Rohrrahmen bildet die Basis. Verschiedene Vier-, Sechs- und Achtzylindermotoren treiben die Fahrzeuge an.